# Basketbol'nyj klub Astana
Il Basketbol'nyj klub Astana è una società cestistica, avente sede a Astana, in Kazakistan. Fondata nel 2011, gioca nel campionato kazako.
Disputa le partite interne nella Republican Cycling Track, che ha una capacità di 9 270 spettatori.

## Palmarès
- Campionato kazako: 11

2012, 2013, 2014, 2015, 2017, 2018, 2019, 2020, 2021, 2022, 2023
- Coppa del Kazakistan: 9

2011, 2012, 2013, 2014, 2017, 2018, 2019, 2020, 2021

## Roster 2020-2021
Aggiornato al 31 ottobre 2020.
|    | Naz.                   | Ruolo | Sportivo           | Anno | Alt. | Peso |  |
| -- | ---------------------- | ----- | ------------------ | ---- | ---- | ---- |  |
| 1  | Stati Uniti (bandiera) | A     | Adonis Thomas      | 1993 | 201  | 109  |  |
| 2  | Stati Uniti (bandiera) | GA    | Devyn Marble       | 1992 | 198  | 91   |  |
| 4  | Lettonia (bandiera)    | A     | Ojārs Siliņš       | 1993 | 201  | 98   |  |
| 5  | Stati Uniti (bandiera) | G     | Jeremiah Hill      | 1995 | 188  | 83   |  |
| 6  | Kazakistan (bandiera)  | C     | Robert Pan         | 1995 | 202  | 107  |  |
| 7  | Kazakistan (bandiera)  | AP    | Nikolaj Bažin      | 1990 | 198  | 89   |  |
| 9  | Kazakistan (bandiera)  | G     | Vadim Ščerbak      | 1993 | 194  | 88   |  |
| 10 | Kazakistan (bandiera)  | P     | Rustam Murzagaliev | 1992 | 190  | 84   |  |
| 12 | Kazakistan (bandiera)  | C     | Anton Ponomarëv    | 1988 | 210  | 105  |  |
| 17 | Stati Uniti (bandiera) | P     | Michael Thompson   | 1989 | 178  | 83   |  |
| 20 | Kazakistan (bandiera)  | PG    | Andrej Litvinenko  | 1997 | 191  | 98   |  |
| 22 | Kazakistan (bandiera)  | AG    | Askar Majdekin     | 1997 | 203  | 102  |  |
| 24 | Kazakistan (bandiera)  | A     | Dmitrij Gavrilov   | 1986 | 204  | 94   |  |
| 25 | Kazakistan (bandiera)  | G     | Maksim Marčuk      | 1994 | 195  | 85   |  |
| 47 | Kazakistan (bandiera)  | G     | Ruslan Ajtkali     | 1997 | 195  | 93   |  |
|    | Stati Uniti (bandiera) | C     | Eric Buckner       | 1990 | 208  | 100  |  |

### Staff tecnico
| Allenatore: | Darko Ruso                       |
| Assistenti: | Marko Velicković, Evgenij Isakov |